# Iris Rabot
Iris Madeleine Rabot (Lione, 16 ottobre 2000) è una calciatrice francese, centrocampista del Parma.

## Biografia
Rabot nasce e cresce con la famiglia a Lione, in Francia, con il fratello gemello, con il quale condivide la passione per il calcio, e la sorella maggiore.

## Carriera
Per nove anni veste la maglia dell'Olympique Lione, con il quale fa tutta la trafila delle giovanili fino all'Under-19, formazione con la quale gioca dal 2015 al 2018.

### Calcio universitario
Nel 2019 decide di trasferirsi negli Stati Uniti d'America per approfondire gli studi alla James Madison University di Harrisonburg, Virginia, affiancando al percorso scolastico quello atletico giocando per la squadra di calcio femminile universitario dell'istituto, le James Madison Dukes, nella Division I della National Collegiate Athletic Association (NCAA). Nei tre anni rimasti Rabot ha disputato 46 partite, delle quali 40 da titolare, giocando inizialmente sia nel ruolo di difensore che come centrocampista.

### Club

#### Pomigliano
Durante la sessione estiva di calciomercato 2022 viene annunciato il suo arrivo in Italia, firmando un contratto con il Pomigliano, club alla sua seconda stagione in Serie A. Pur nella giostra sulla panchina della squadra, che vede ben cinque cambi e quattro diversi allenatori alternarsi durante la sua prima stagione con la squadra campana, Rabot riscuote fiducia nella società venendo impiegata con continuità, con 11 presenze nella prima parte del campionato che si sommano alle 6 nella poule salvezza e alle ultime 2 nello spareggio promozione-retrocessione giocato con la Lazio, incontro che vede alla fine prevalere le campane e riescono così a salvarsi. A questi si aggiungono ulteriori 4 presenze in Coppa Italia prima dell'eliminazione ai quarti di finale da parte della Roma. Pur ritrovando anche la successiva stagione una certa confusione a livello societario, con frequenti cambi di allenatore e con la dichiarazione, poi ritirata, della società intenzionata a rinunciare al campionato a campionato in corso, Rabot continua a essere un punto fermo della formazione scendendo in campo in tutti i 18 incontri della prima fase, rendendosi inoltre risolutiva nel derby campano di andata siglando su calcio di rigore al 95' la rete della vittoria per 2-1 sul Napoli, suo primo gol in Italia e in Serie A.

#### Parma
Il 17 luglio 2024 viene acquistata dal Parma, in Serie B.

## Statistiche

### Presenze e reti nei club
Statistiche aggiornate al 18 maggio 2025.
| Stagione          | Squadra           | Campionato        | Campionato | Campionato | Coppe nazionali | Coppe nazionali | Coppe nazionali | Coppe continentali | Coppe continentali | Coppe continentali | Altre coppe | Altre coppe | Altre coppe | Totale | Totale |
| Stagione          | Squadra           | Comp              | Pres       | Reti       | Comp            | Pres            | Reti            | Comp               | Pres               | Reti               | Comp        | Pres        | Reti        | Pres   | Reti   |
| ----------------- | ----------------- | ----------------- | ---------- | ---------- | --------------- | --------------- | --------------- | ------------------ | ------------------ | ------------------ | ----------- | ----------- | ----------- | ------ | ------ |
| 2022-2023         | Pomigliano        | A                 | 17+2       | 0          | CI              | 4               | 0               | -                  | -                  | -                  | -           | -           | -           | 23     | 0      |
| 2023-2024         | Pomigliano        | A                 | 26         | 2          | CI              | 2               | 0               | -                  | -                  | -                  | -           | -           | -           | 28     | 2      |
| Totale Pomigliano | Totale Pomigliano | Totale Pomigliano | 43+2       | 2          | -               | 6               | 0               | -                  | -                  | -                  | -           | -           | -           | 51     | 2      |
| 2024-2025         | Parma             | B                 | 22         | 2          | CI              | 2               | 0               | -                  | -                  | -                  | -           | -           | -           | 24     | 2      |
| 2025-2026         | Parma             | A                 | 0          | 0          | CI              | 0               | 0               | -                  | -                  | -                  | AWC         | 0           | 0           | 0      | 0      |
| Totale Parma      | Totale Parma      | Totale Parma      | 22         | 2          | -               | 2               | 0               | -                  | -                  | -                  | -           | -           | -           | 24     | 2      |
| Totale carriera   | Totale carriera   | Totale carriera   | 67         | 4          | -               | 8               | 0               | -                  | -                  | -                  | -           | -           | -           | 75     | 4      |